# Valentina Fediuschina
Valentina Fediuschina (Ucrania, 10 de febrero de 1965) es una atleta ucraniana retirada especializada en la prueba de lanzamiento de peso, en la que consiguió ser medallista de bronce europea en pista cubierta en 1996.

## Carrera deportiva
En el Campeonato Europeo de Atletismo en Pista Cubierta de 1996 ganó la medalla de bronce en el lanzamiento de peso, con una marca de 18.90 metros, tras la alemana Astrid Kumbernuss  (oro con 19.79 metros) y la rusa Irina Khudoroshkina.